# اداره اصلی امنیت رایش
اداره اصلی امنیت رایش (آلمانی: Reichssicherheitshauptamt) (یا RSHA) سازمانی بود که توسط هاینریش هیملر در ۲۷ سپتامبر ۱۹۳۹ ایجاد شد. وظیفهٔ اصلی این سازمان مبارزه با همهٔ دشمنان رایش در داخل و خارج مرزهای آلمان نازی بود.

## اداره‌ها
این اداره در ساده‌ترین حالت به هفت اداره (آلمانی:Ämter) دیگر تقسیم می‌شد:
Amt I: مدیریتی و حقوقی؛ به ریاست اس‌اس-گروپنفورر دکتر ورنر بست. در سال ۱۹۴۰ بریگادفورر برونو اشترکنباخ به جای او آمد. در آوریل ۱۹۴۴ اریش ارلینگر رئیس اداره شد.
Amt II: بازرسی ایدئولوژیک؛ به ریاست دکتر فرانتس زیکس.
Amt III: حوزه زندگی آلمانی؛ به ریاست اس‌اس-گروپنفورر اوتو اولندرف که سرویس جمع‌آوری اطلاعات در داخل آلمان بود. این اداره همچنین با آلمانی‌هایی که خارج از مرز آلمان زندگی می‌کردند و مسائل فرهنگی در ارتباط بود.
Amt IV: سرکوب مخالفان (که بیشتر با نام گشتاپو شناخته می‌شود)؛ به ریاست اس‌اس-گروپنفورر هاینریش مولر. آدولف آیشمان که به معمار هولوکاست معروف است، رئیس یکی از ادارات زیرمجموعه این اداره بود.
Amt V: جلوگیری از جرم (که بیشتر با نام کریپو شناخته می‌شود)؛ اداره پلیس جنایی آلمان به ریاست آرتور نبه بود. پس از اعدام نبه، ریاست این اداره را فریدریش پانتسینگر برعهده گرفت. این اداره مربوط به جرایم غیرسیاسی مانند تجاوز، قتل و آتش‌افروزی بود و با نام دپارتمان پلیس جنایی رایش (RKPA) نیز شناخته می‌شد.
Amt VI: سرویس اطلاعات خارجی؛ به ریاست هاینتس یوست. پس از او والتر شلنبرگ رئیس این اداره شد.
Amt VII: تحقیقات و ارزیابی ایدئولوژیک؛ در واقع بازسازی اداره دوم به ریاست دکتر فرانتس زیکس بود. پس از او پاول دیتل رئیس این سازمان بود.

## نگارخانه

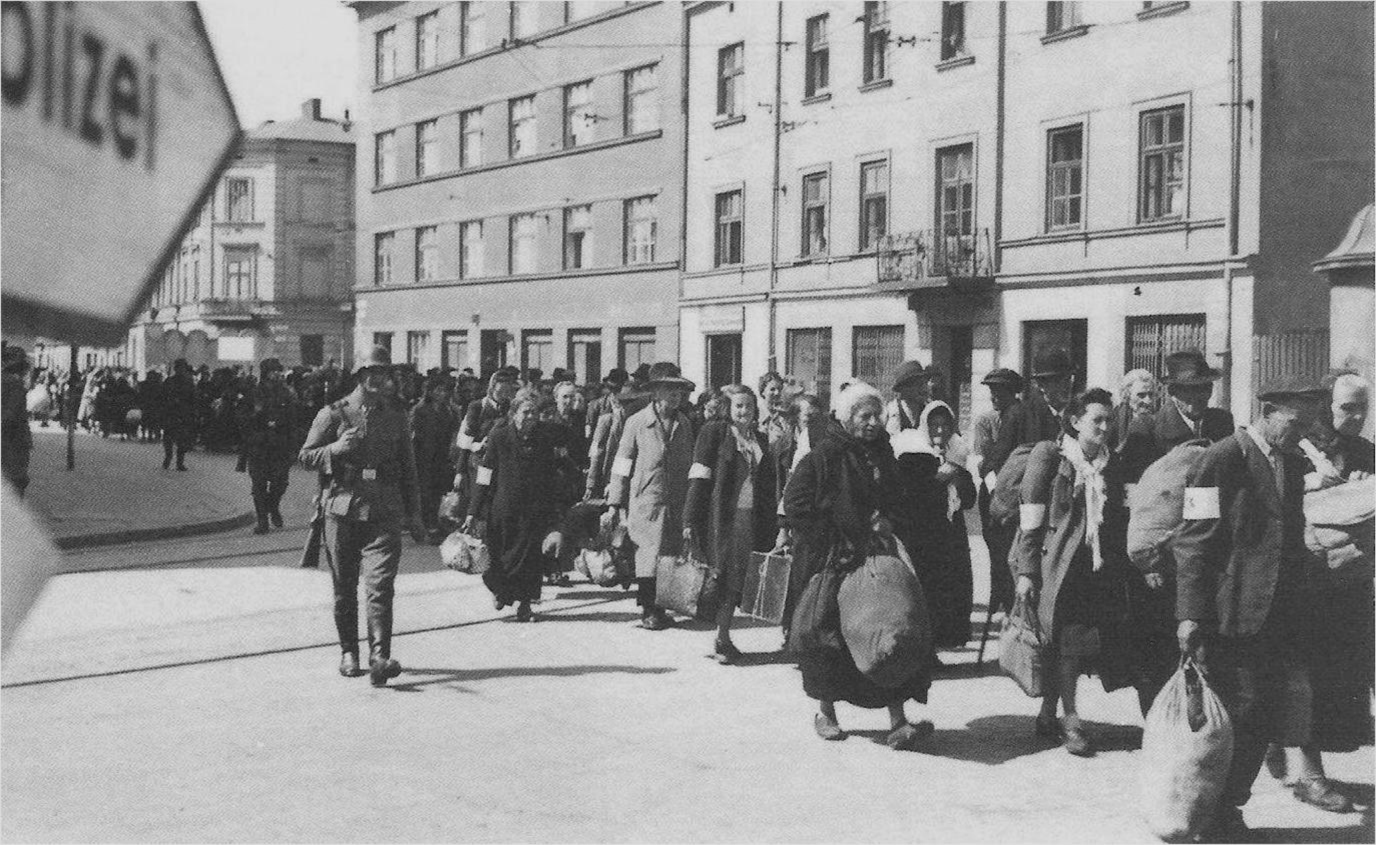
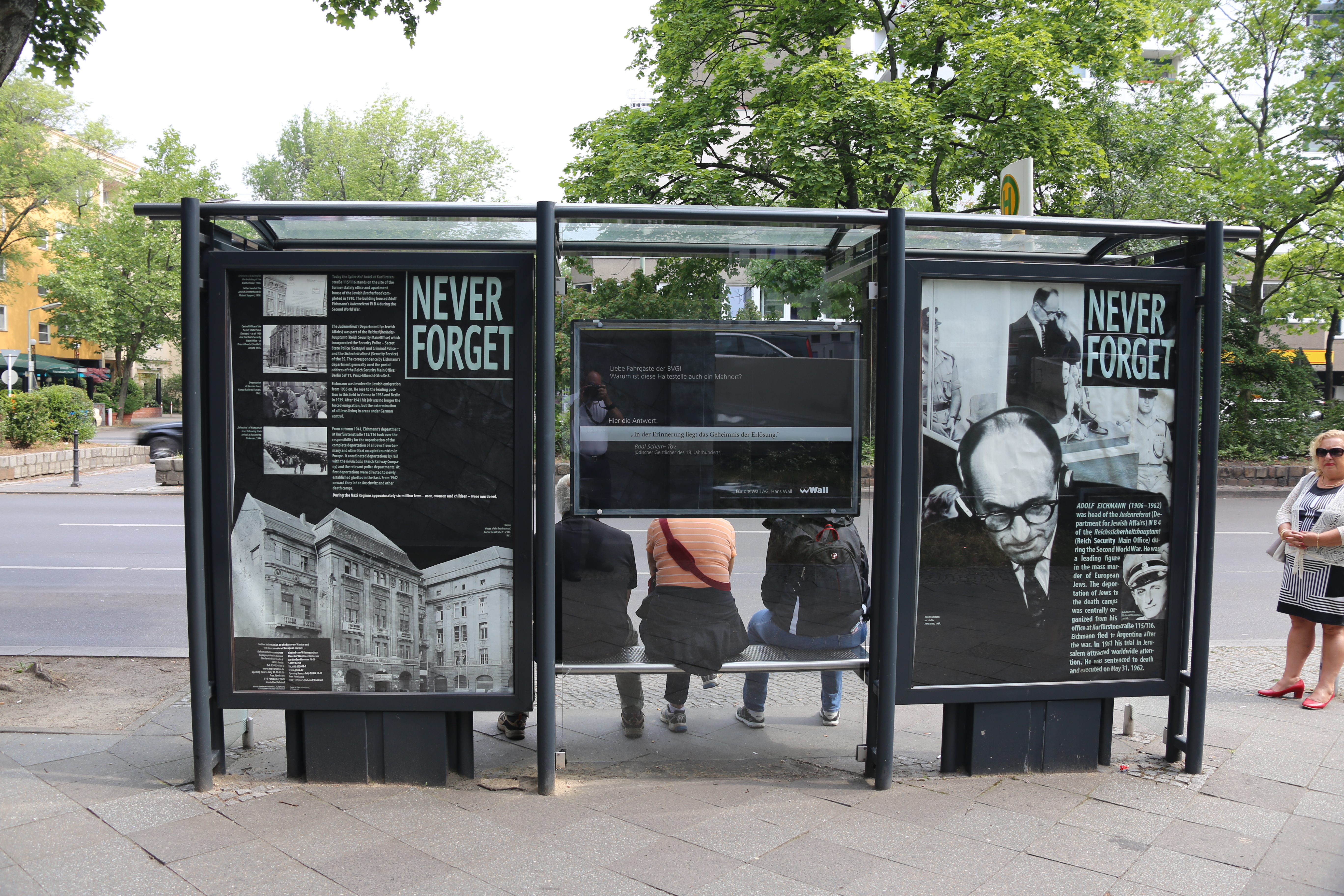